# Guadalupe de Jalpa
El rancho de Guadalupe de Jalpa es un poblado en el municipio de Purísima del Rincón, Guanajuato, México. Está aproximadamente equidistante de las ciudades de León, Guanajuato y Manuel Doblado. La mayoría de los habitantes de esta comunidad se dedican a actividades agrícolas y de fabricación de calzado en las fábricas aledañas a las ciudades de Purísima del Rincón y San Francisco del Rincón.

## Historia local
Guadalupe de Jalpa es una ranchería cuya historia remonta a más de 300 años. La población fue fundada en 1645 con el nombre de Ramo de Guadalupe. La tradición oral relata que el pequeño rancho formaba parte de las propiedades de los Cánovas, después conocidos como los Braniff (por el matrimonio a una familia de ascendencia inglesa) que fueron hacendados de la región y habitaban la población vecina de Jalpa de Canovas. En Guadalupe de Jalpa existe una hacienda abandonada donde la tradición oral de los habitantes indica que los hacendados y sus peones se resguardaban durante las inundaciones en Jalpa de Canovas, donde se localizaba la residencia principal de los Braniff. La población se destaca por su participación en varios sucesos históricos como la Guerra Cristera y la Revolución Mexicana.

## Sistema educativo
El poblado cuenta con escuelas de educación básica, el jardín de niños "Indira Gandhi", previamente conocido con el nombre de "Benito Juárez", la escuela primaria rural "Mariano Matamoros" y la Telesecundaria.

## Religión
La religión mayoritaria es la católica. Las principales festividades religiosas se llevan en la época de la Semana Mayor o Semana Santa, con los tradicionales ritos del Domingo de Ramos, el Vía Crucis. La fiesta principal del pueblo es el 12 de diciembre, donde se celebran las fiestas patronales en honor de la Virgen de Guadalupe.